# Suaeda
Suaeda és un gènere de plantes amb flor de la subfamília Salsoloideae, dins de la família de les amarantàcies (Amaranthaceae), encara que tradicionalment pertanyia a l'antiga família de les quenopodiàcies. Algunes espècies de Suaeda es troben en perill d'extinció a causa de la pèrdua d'hàbitat, deguda a la urbanització excessiva de moltes zones costaneres. El nom d'aquest gènere prové de la paraula llatina "soda" perquè moltes espècies es cremaven antigament per obtenir sosa. D'altres espècies s'obtenia colorant roig o negre. Hi ha tipus de Suaeda comestibles que es poden preparar com a verdura o amanida.

## Distribució
El gènere té unes 115 espècies que es troben a Àsia, Amèrica i Europa. Són plantes halòfites que poden créixer en sòls salins i alcalins en condicions molt dures per altres plantes, proveint refugi per a les aus, crancs, llangardaixos i insectes de la zona. Normalment creixen a les costes, en primera línia del mar, però es poden trobar també a l'interior. Poden ser plantes anuals o perennes que creixen en forma de mata o arbust menut. A la costa del mar Mediterrani algunes d'aquestes plantes es coneixen amb el nom genèric de "salat" i sovint formen els anomenats matollars de salat junt amb plantes del gènere Salsola.

## Taxonomia
- Suaeda aralocaspica, syn. Borszczowia aralocaspica
- Suaeda australis - Salat austral
- Suaeda calceoliformis
- Suaeda californica - Salat de California
- Suaeda conferta
- Suaeda corniculata - Jiao guo jian peng
- Suaeda esteroa - Salat d'estuari
- Suaeda glauca - Jian peng
- Suaeda linearis - Salat de fulla estreta
- Suaeda maritima - Canyametes
- Suaeda mexicana - Salat mexicà
- Suaeda moquinii - Salat del Mojave
- Suaeda nigra
- Suaeda occidentalis
- Suaeda rolandii
- Suaeda salina - Salat del Namib
- Suaeda splendens
- Suaeda suffrutescens - Salat del desert
- Suaeda tampicensis
- Suaeda taxifolia
- Suaeda torreyana
- Suaeda vera - Salat ver, salat fruticós